# Murray House

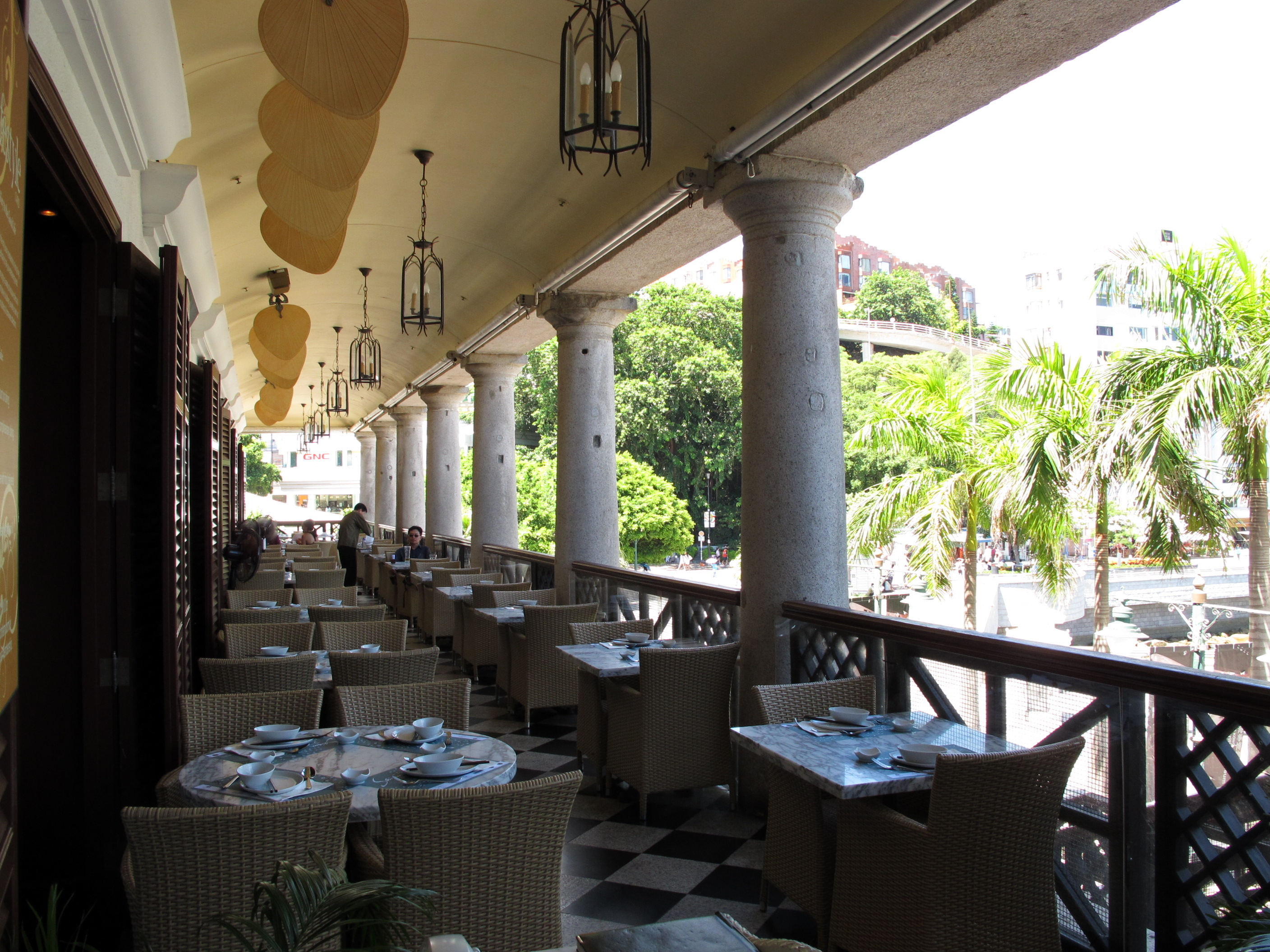
Terrasse de Murray House transformée en restaurant.

Murray House (美利樓) est un bâtiment historique de style victorien situé à Stanley au sud de l'île de Hong Kong. 
Bâti en 1846 comme quartier des officiers de la caserne Murray dans l'actuel quartier de Central, il est déplacé brique par brique à Stanley dans les années 2000 pour faire de la place à des immeubles modernes. Il devient ensuite une attraction touristique en accueillant le musée maritime de Hong Kong de 2005 à 2013, et abrite aujourd'hui des restaurants et des boutiques.

## Architecture
Murray House est l'un des plus anciens bâtiments public de Hong Kong. Comme beaucoup de ses contemporains du début de l'époque coloniale, il est construit dans un style architectural classique. Les lourds murs de pierre (avec ouvertures en arc plat) se trouvent au rez-de-chaussée pour donner un sentiment de stabilité, tandis que les colonnes doriques et ioniques plus légères se trouvent aux étages supérieurs pour permettre une meilleure ventilation. Tous les étages ont des vérandas de tous les côtés en réponse au climat subtropical et à la mousson locale.

## Histoire

### Débuts
Murray House est construit en 1846 en tant que quartier des officiers de la caserne Murray pendant les premières années de la période britannique. Il porte le nom de George Murray, maître général de l'équipement de l'armée britannique à l'époque. Les architectes et constructeurs sont le major Edward Aldrich (en) et le lieutenant Thomas Bernard Collinson (en) des Royal Engineers.

### Occupation japonais
Durant les 44 mois de l'occupation japonaise de Hong Kong, le bâtiment est utilisé comme centre de commandement par la police militaire japonaise et est aussi le lieu d'exécution de certains citoyens chinois.

### Période d'après-guerre
Après la Seconde Guerre mondiale, plusieurs services gouvernementaux utilisent le bâtiment comme bureaux, dont le service de notation et d'évaluation à partir de 1965. Le bâtiment est réputé être hanté et exorcisé à deux reprises, la première fois en 1963, et la deuxième en 1974 lors d'une émission télévisée,. Puisqu'il s'agit d'un bâtiment gouvernemental, c'est le gouvernement qui accorde la permission d'exécuter l'exorcisme.

## Relocalisation à Stanley

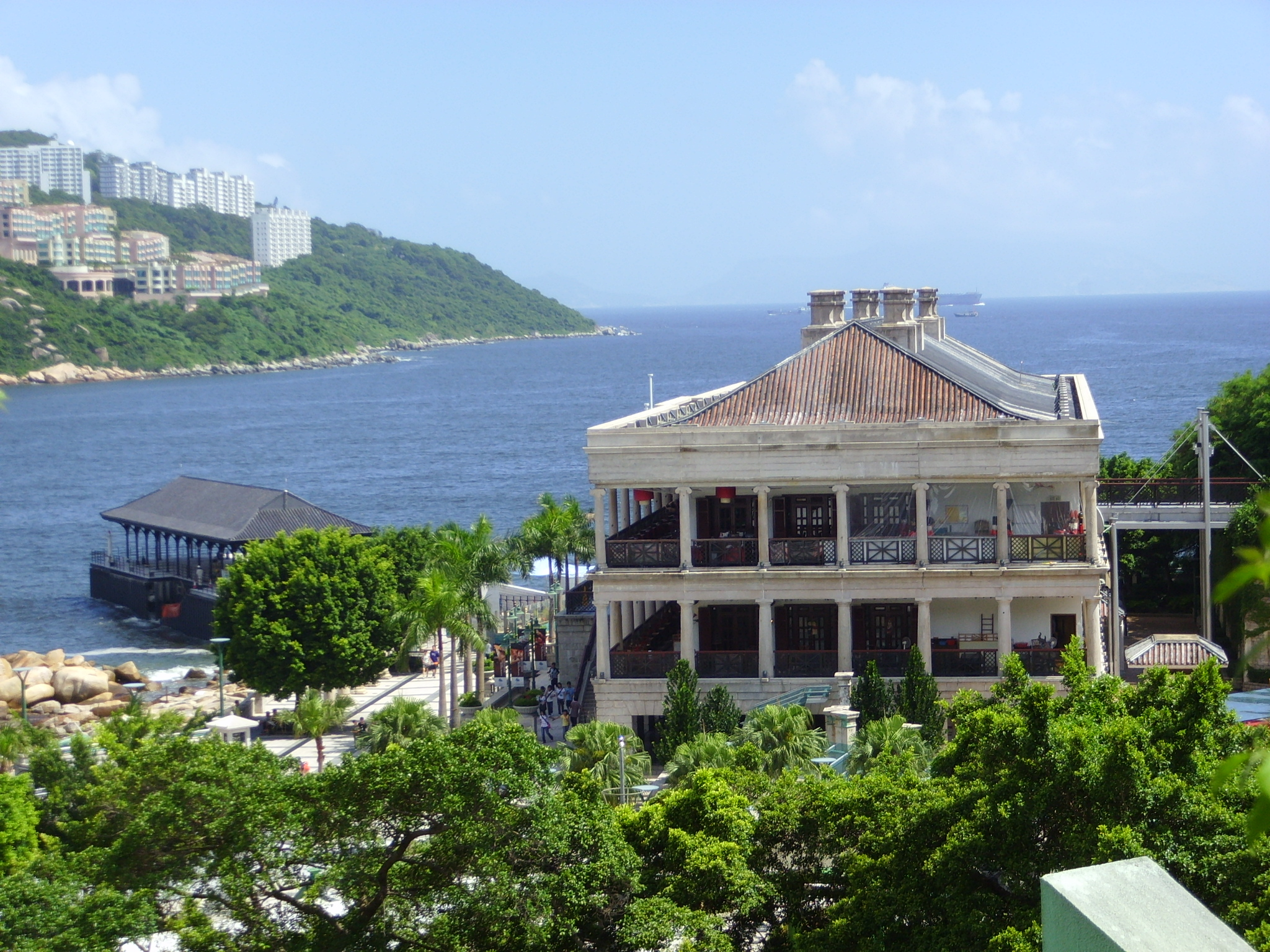
Murray House et l'embarcadère Blake à Stanley.

En 1982, le monument historique est démantelé pour céder la place à la nouvelle tour de la Bank of China. Plus de 3 000 blocs de construction sont étiquetés et catalogués pour une future restauration. En 1990, le département du logement (en) propose la reconstruction du bâtiment à Stanley. Le bâtiment est restauré en 2001 et rouvert en 2002.
Classé à l'origine comme bâtiment historique de rang I , la nouvelle Murray House n'est pas classée car il est considéré que le projet de relocalisation n'a pas respecté la norme internationale de conservation du patrimoine.

## Musée maritime de Hong Kong
Le musée maritime de Hong Kong est créé au rez-de-chaussée de Murray House en 2005, puis déménage à l'embarcadère 8 de Central en février 2013.